# Hello Big Man
Hello Big Man è un album di Carly Simon, pubblicato dalla Warner Bros. Records nel settembre del 1983. Il disco fu registrato al Power Station di New York City, New York ed al Village Recorders di Los Angeles, California (Stati Uniti).

## Tracce
Lato A
1. You Know What to Do – 4:16 (Carly Simon, Jacob Brackman (testi), Carly Simon, Mike Mainieri, Peter Wood (musica))
2. Menemsha – 4:29 (Carly Simon (testi), Carly Simon, Peter Wood (musica))
3. Damn You Get to Me – 3:16 (Carly Simon)
4. Is This Love – 4:13 (Bob Marley)
5. Orpheus – 3:50 (Carly Simon)

Lato B
1. It Happens Everyday – 2:44 (Carly Simon)
2. Such a Good Boy – 4:01 (Carly Simon (testi), Carly Simon, Mike Mainieri, Robbie Shakespeare (musica))
3. Hello Big Man – 5:29 (Carly Simon (testi), Carly Simon, Peter Wood (musica))
4. You Don't Feel the Same – 2:43 (Carly Simon)
5. Floundering (Carly Simon)

## Formazione
- Carly Simon - voce, cori, chitarra acustica, chitarra elettrica
- Mike Mainieri - sintetizzatore, cori, basso, marimba
- Elliot Randall - chitarra elettrica
- Andy Summers - chitarra elettrica
- Don Grolnick - pianoforte, sintetizzatore
- Larry Williams - sintetizzatore, flauto
- Tony Levin - basso
- Rick Marotta - batteria, piatti
- Dean Parks - chitarra elettrica
- Peter Wood - sintetizzatore
- Robbie Shakespeare - basso, cori
- Sly Dunbar - batteria
- Eric Gale - chitarra elettrica
- Jimmy Bralower - batteria elettronica
- Marcus Miller - basso, cori
- Jimmy Ryan - chitarra acustica
- Errol "Crusher" Bennett - percussioni
- Hugh McCracken - chitarra acustica, chitarra elettrica
- Sid McGinnis - chitarra elettrica
- Jon Faddis - tromba
- Alan Rubin - tromba
- Michael Brecker - sassofono tenore
- Ronnie Cuber - sassofono baritono
- Lou Marini - sax alto
- Fonzie Thornton, Tawatha Agee, Hugh Taylor, Kate Taylor, Lucy Simon, Lynn Goldsmith, Julie Levine, Ben Taylor, Sally Taylor, Elizabeth Witham, Rachel Zabar - cori